# Mary Godwin (malířka)
Mary Godwin (1887, Bristol, Anglie – 1960, Londýn, Anglie) byla britská malířka, propagátorka moderního umění. Pracovala s olejovými barvami, malovala akvarely, vytvářela lepty. Věnovala se krajinomalbě, jejími tématy byly i scény z interiéru či portréty. Malbu studovala na Women’s Department of King’s College (dnešní Academy Gardens) u Johna Byama Shawa a na Westminster Technical Institute u Waltera Sickerta a Harolda Gilmana. Byla ovlivněna uměleckým spolkem Camden Town Group a v roce 1914 se připojila ke skupině The London Group (LG), která byla nástupkyní Camden Town Group.
Její raná díla byla považována za radikální a zpochybňující tradicionalismus Royal Academy of Arts. Navzdory tvrdé kritice vytrvala v etablování sebe sama jako modernistické umělkyně. Ve 20. a 30. letech 20. století byla uznávána za kvalitu své práce. Vystavovala pravidelně od roku 1914 do roku 1960, což je kariéra trvající téměř půl století. Je považována za důležitou členku spolku The London Group.

## Životopis
Emily Mary Godwin se narodila v Stoke Bishop, na předměstí Bristolu, v roce 1887. V letech 1908 až 1910 studovala v Londýně u Johna Byama Shawa. V letech 1911 až 1914 pokračovala na Westminster Technical Institute u Waltera Sickerta. V roce 1915 studovala u Harolda Gilmana, který ovlivnil její barevné cítění.
Mary Godwin, původně známá jako slečna Emily Mary Godwin, záhy přestala používat své křestní jméno Emily, snad proto, že jako E. Godwin již v Chelsea vystavoval jiný umělec. Slečna L. C. Godwin, pravděpodobně sestra Mary Godwin, byla také umělkyní a žila v Stoke Bishop v Bristolu, než se ve 20. letech přestěhovala do Cornwallu. Mary Godwin prožila většinu svého života v Londýně na adresách včetně 225, 253 a 68 Hampstead Road. Malovala také ve West Country ve Francii a na Madeiře v Portugalsku.

## Kariéra
Mary Godwin byla poprvé uvedena jako vystavující v New English Art Club (NEAC) a na London Salon of the Allied Artists Association (AAA) v roce 1913. Od roku 1914 do roku 1960 pravidelně prezentovala své práce na výstavách skupiny The London Group. Kromě výstav LG, NEAC a AAA, se její práce objevily také v galerii Bloomsbury, Chenil Gallery, Goupil Gallery, Manchester City Art Gallery, National Portrait Society a dokonce i na Royal Academy.
Zakládající člen skupiny Camden Town Group Harold Gilman zemřel v roce 1919, po krátké době působení na Westminster School of Art, ale do té doby inspiroval celou řadu následovníků a následovnic, včetně Mary Godwin, Ruth Doggett a Marjorie Sherlock, které pokračovaly v jeho práci od dvacátých do třicátých let 20. století.
Třicet tři obrazů Mary Godwin bylo v lednu 1936 vystaveno na samostatné výstavě v Leger Galleries v Londýně včetně obrazů The Bay, The Villa, English Bay a Vancouver. Ilustrace The Bay byla zveřejněna v magazínu Apollo z 1. ledna 1936.
Její obraz A Back-Room in Somerstown (Zadní pokoj v Somerstownu) je uveden na zadní obálce díla Jane Johnson Works exhibited at the Royal Society of British Artists, 1824–1893 and the New English Art Club, 1888–1917 : an Antique Collectors' Club research project, výstavy v Royal Society of British Artists, 1824–1893 a New English Art Club, 1888–1917: An Antique Collectors 'Club research project (c 1975)

## Kritika
Mnoho z raných děl Mary Godwin bylo považováno za radikální. Spolu s ostatními členy The London Group byla i její práce považována za výzvu Royal Academy of Arts (Královské akademii umění), která byla považována za zastánkyni tradičního umění.
V roce 1914 představil Walter Sickert její skicu „Ethel: A Modern Drawing“ jako příklad ve své sérii článků „A Modern Drawing“ v časopise The New Age. Její obraz A Back-Room in Somerstown byl publikován v The Sunday Times v roce 1914. V roce 1915 časopis Queen pochválil její „jemnost světla a barev“.
Jiné kritiky byly k modernismu The London Group podstatně méně vstřícné. Magazín The Connoisseur (později pouze Connoisseur) ohodnotil v roce 1916 třetí výstavu London Group a dospěl k závěru, že obsahuje „několik obrazů a kreseb, které spadají do kategorie umění, a mnoho dalších, které lze považovat pouze za kousky pošetilosti“. Mary Godwin byla jednou ze čtyř samostatně zmiňovaných umělkyň, stejně jako Sylvia Gosse.
Stejný komentář [dokonale srozumitelné obrazy hrubě provedené v přehnaných barvách] máme k obrazu [sic] Bedroom and Fish slečny Mary Godwin. Pokud by se tato umělkyně zbavila svých manýrů, byla by schopná dobré práce, protože na jejím kreslířském umění, i když je zakryto úmyslnou nevázaností, je znát zběhlost. Obraz Bedroom and Fish (Ryba v ložnici) ukázal její cit pro barvu, který ani její hrubé zacházení nedokázalo zcela skrýt.

V roce 1936 už radikálnost Mary Godwinové nebyla tolik zdůrazňována a kvalita její práce byla více uznávána. Časopis The Times popsal obrazy na její samostatné výstavě v Leger Galleries jako „tak klidné v cítění a tak zcela realistické v provedení“. Recenzent v únorovém čísle časopisu Apollo zaznamenal jejich „nezpochybnitelnou úroveň“. Recenzent v The Times zaznamenal vlivy Waltera Sickerta a Charlese Ginnera, ale připisoval Godwinové „její vlastní barevný vkus“. Recenzent Apolla rovněž srovnával její práci s prací Charlese Ginnera, přičemž upozornil na „nevědomou spřízněnost“ s ním v používání barev a výběru témat.
V roce 1940 Mary Godwinová vystavovala na Royal Academy. Její obraz Flower-women of Madeira měl v katalogu z roku 1940 číslo 386.
Godwinová pokračovala v malování a vystavovala až do své smrti v roce 1960. Její kariéra tak představuje téměř půlstoletí vytrvalé práce. Její úspěchy jsou v silném kontrastu s očekáváním z dob jejího mládí. V roce 1913 byly mnoha Sickertovými žačkami ženy, ale ať už byly jakkoli talentované, byly jako umělkyně zřídka brány vážně. Společnost očekávala, že se mladé umělkyně spíše vdají a opustí nastoupenou kariéru, a jejich díla byla méně často uváděna na samostatných výstavách nebo získávána veřejnými galeriemi. O sto let později kritici přehodnocují dílo Mary Godwin a dalších britských umělkyň a uznávají význam uměleckých úspěchů těchto žen a transformaci genderových rolí, ke kterým došlo během jejího života.
„S ukázkami hlavních britských hnutí, včetně postimpresionistických skupin, Camden Town a Bloomsbury, sleduje výstava transformaci britského umění v době krize. Živé použití barev Mary Godwiné se na drsné scenérii výrazně projevuje. Tato práce ukazuje radikální vliv jejího učitele Harolda Gilmana a ilustruje její důležitý přínos pro London Group.“

## Kulturní odkaz
Její obraz A Back Room in Somers Town (Zadní pokoj ve městě Somers Town) byl inspirací pro titul fantasy Johna Malcolma. Pro děj knihy jsou důležité obrazy Mary Godwinové a Waltera Sickerta.